# Kościół św. Wojciecha w Kruszewie
Kościół świętego Wojciecha w Kruszewie – rzymskokatolicki kościół parafialny należący do parafii pod tym samym wezwaniem (dekanat czarnkowski archidiecezji poznańskiej).
Jest to świątynia wymurowana z czerwonej cegły (otynkowana została w 1985 roku), na planie prostokąta, jednonawowa, składa się z półkoliście zamkniętego węższego prezbiterium i centralnej wieży od frontu zwieńczonej gloriettą otwartą na 4 strony świata, nakrytą miedzianym dachem hełmowym z krzyżem. Elewacja kościoła jest ozdobiona skromną dekoracją architektoniczną: lizany, gzymsy, opaski z kluczem wokół okien termalnych. Nawę nakrywa drewniane pseudosklepienie, beczkowe, oparte na gurtach. Świątynia jest dominantą architektoniczną wsi i charakteryzuje się ciekawą architekturą inspirowaną stylami historycznymi.
Kościół został wzniesiony w 1928 roku.